# Kelapa Patih Jaya
Kelapa Patih Jaya is een bestuurslaag in het regentschap Indragiri Hilir van de provincie Riau, Indonesië. Kelapa Patih Jaya telt 1226 inwoners (volkstelling 2010).